# Caracara à gorge rouge
Ibycter americanus
Pour les articles homonymes, voir Caracara.
Genre
Espèce
Synonymes
- Daptrius americanus

Statut de conservation UICN

 LC  : Préoccupation mineure
Statut CITES
Le Caracara à gorge rouge (Ibycter americanus) est une espèce d'oiseaux de proie de la famille des Falconidae. C'est la seule espèce du genre Ibycter.
C'est le seul caracara à se nourrir principalement de larves d'abeilles et de guêpes, mais aussi d'insectes adultes, de fruits et de baies.

## Répartition

Chiapas, Honduras, Colombie, forêt amazonienne et Cerrado.

## Habitat
Il habite les forêts humides subtropicales ou tropicales.